# Ogoniok
Ogoniok (în rusă Огонёк, tradusă Flacăra) este una din cele mai vechi reviste săptămânale ilustrate din Rusia, fiind publicată pentru prima oară la 21 decembrie (9 decembrie stil vechi) 1899, în Imperiul Rus.
Publicarea revistei în Uniunea Sovietică a fost reluată din 1923 din inițiativa lui Mihail Kolțov.

## Istoric

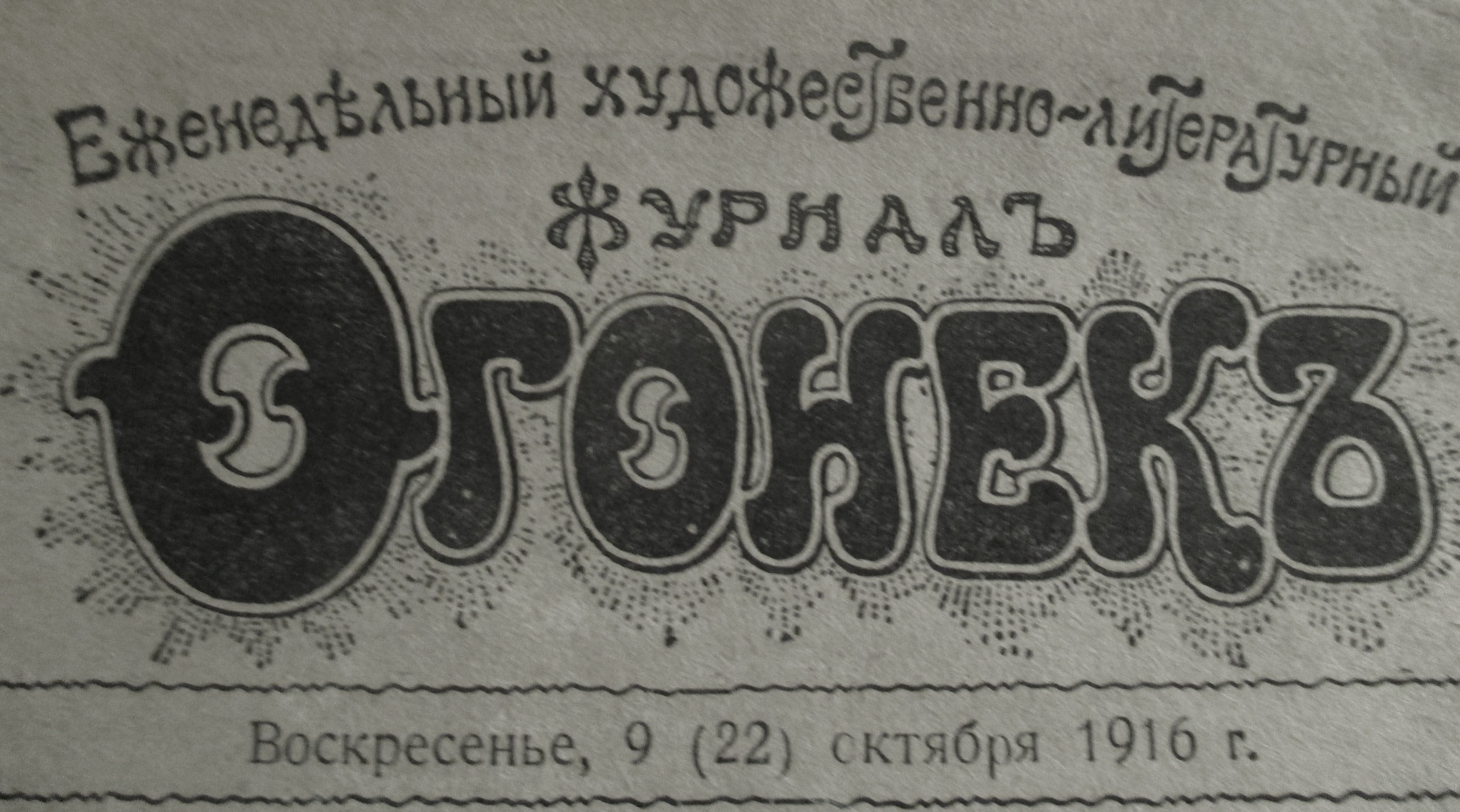
Logo-ul revistei Ogoniok

Ogoniok a apărut pentru prima dată pe 21 decembrie 1899 (anterior o revistă cu același nume a fost publicată în perioada 1879 - 1883).
Revista încetat să mai fie publicată în 1918 și a fost reînființată în Uniunea Sovietică, în 1923 de Mihail Kolțov. Sediul central este la Moscova. În 1957, tirajul revistei a fost de 850.000 de exemplare.
Revista color a atins apogeul popularității sale în anii Perestroika, când redactorul-șef Vitaly Korotich „a ghidat [revista] Ogoniok către o poziție pro-americană și pro-capitalistă.” Acești ani sunt subiectul cărții Small Fires: Letters From the Soviet People to Ogonyok Magazine 1987-1990 (Summit Books, New York, 1990) selectată și editată de Christopher Cerf, Marina Albee și cu o introducere de Korotich. Revista s-a vândut în 1,5 milioane de exemplare în 1987 și 4,6 milioane de exemplare în 1990.
În 2020, revista și-a încheiat apariția, pentru a doua oară, din cauze financiare.

## Galerie

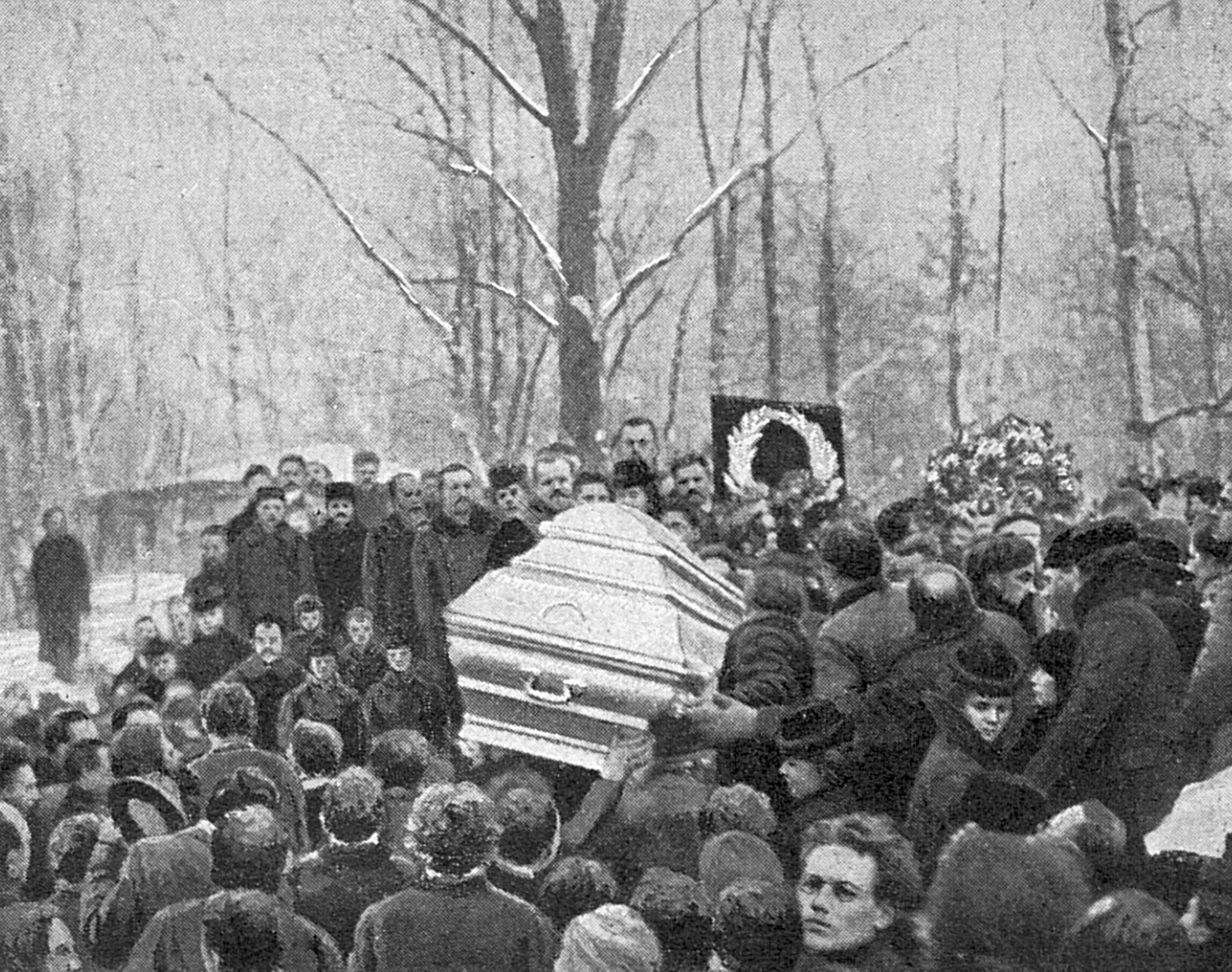
Fotografie din Ogoniok (# 14 din 1916), de la funeariile scriitorului Gleb Uspenski, importantă figură a mișcării Narodnicismului — Anii 1860 - 1870 (Журнал "Огонёк", № 14, 1902)
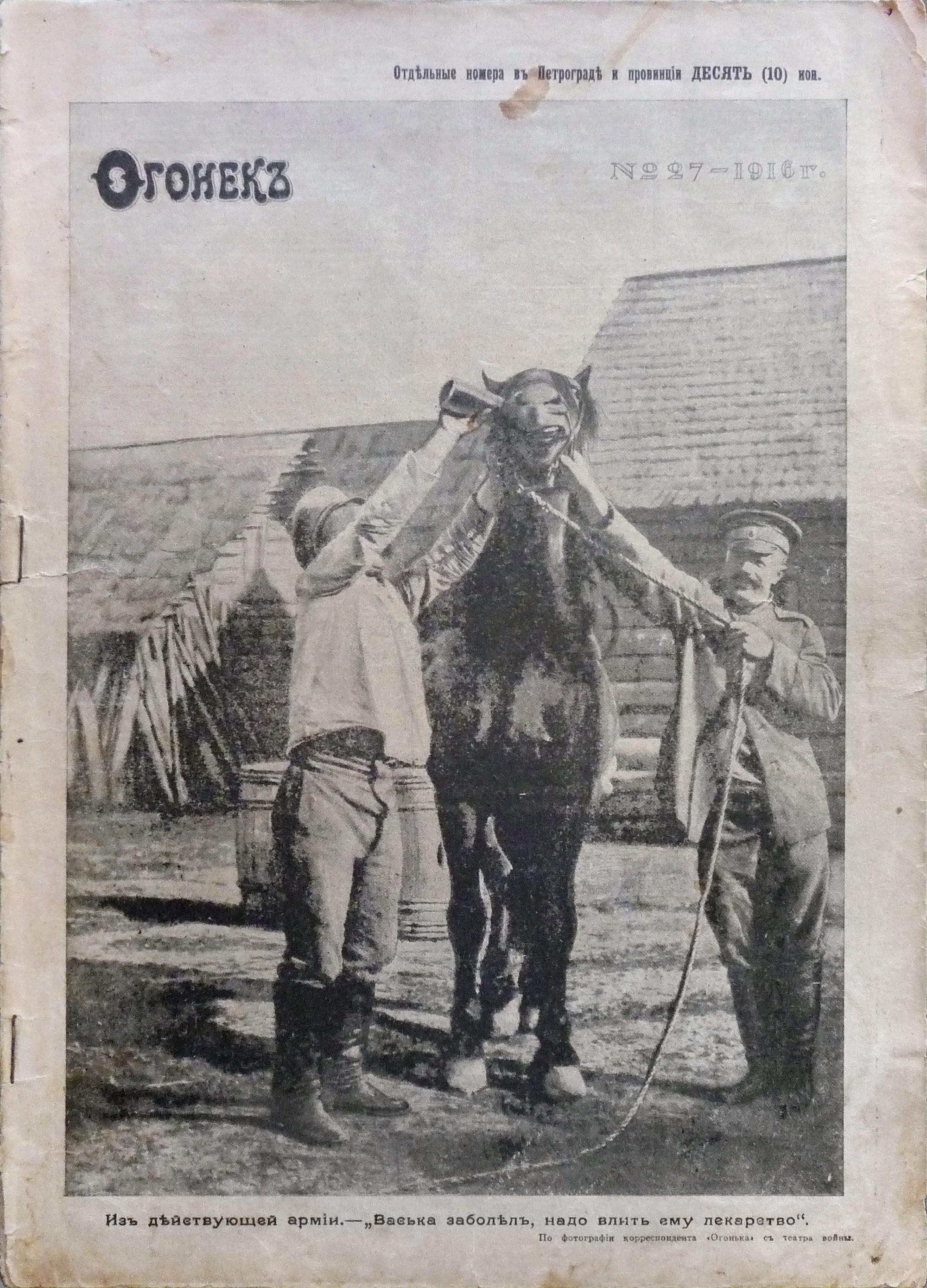
Coperta revistei din anul 1906
- Coperta revistei din 1916 (№ 227 din 1916)
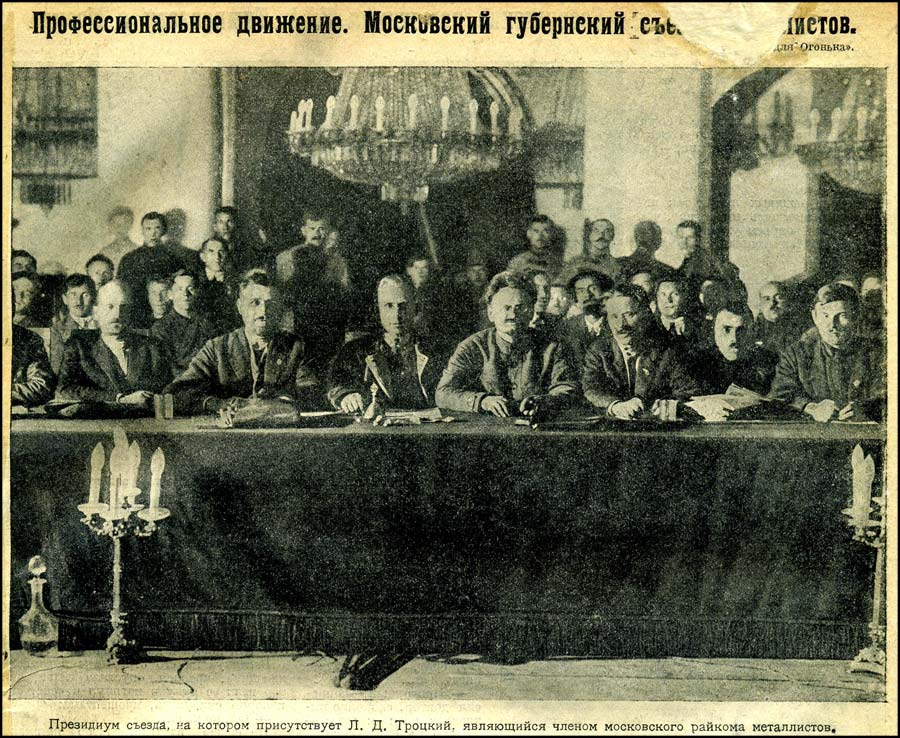
Fotografie dintr-un număr al revistei din  1923, prezentând un prezidiu, condus de Lev Troţki
Maxim Gorki și Stalin (Ioseb Besarionis Dze Jugashvili) pe coperta revistei din 20 august 1934
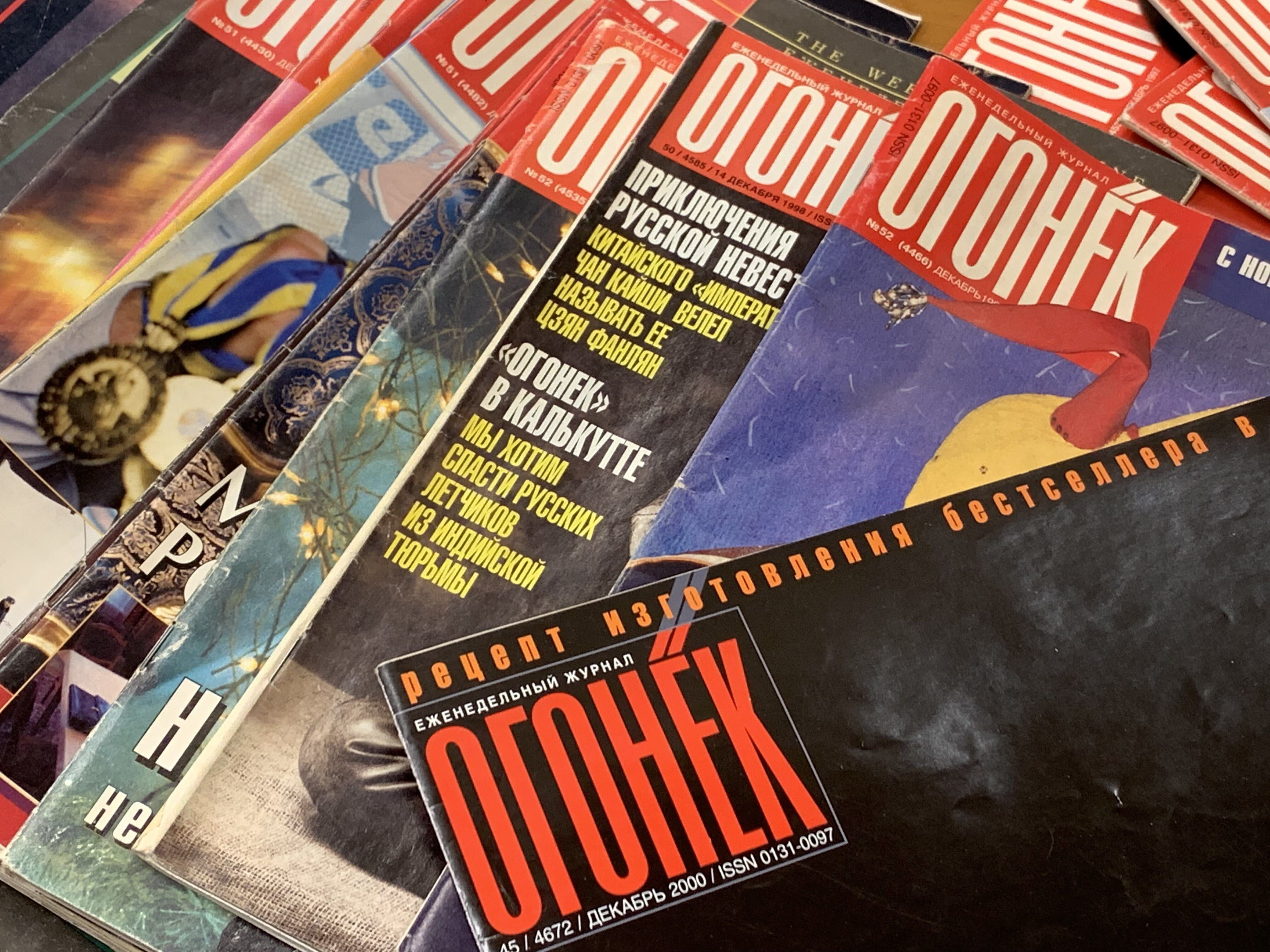
Jurnalele Ogoniok din anii 1990 - 2020
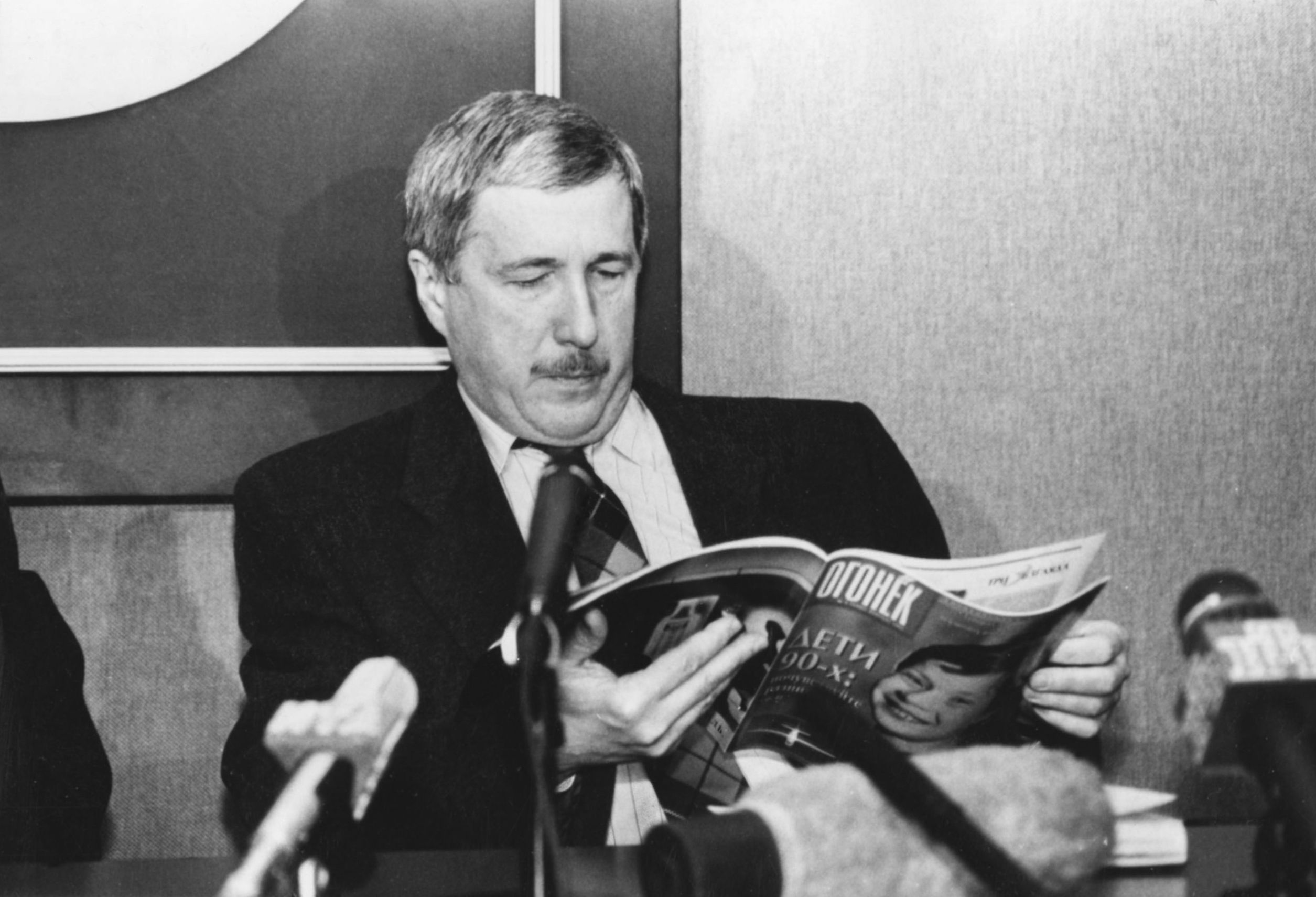
Jurnalistul Lev Gușkin (n. 1944) în 1995
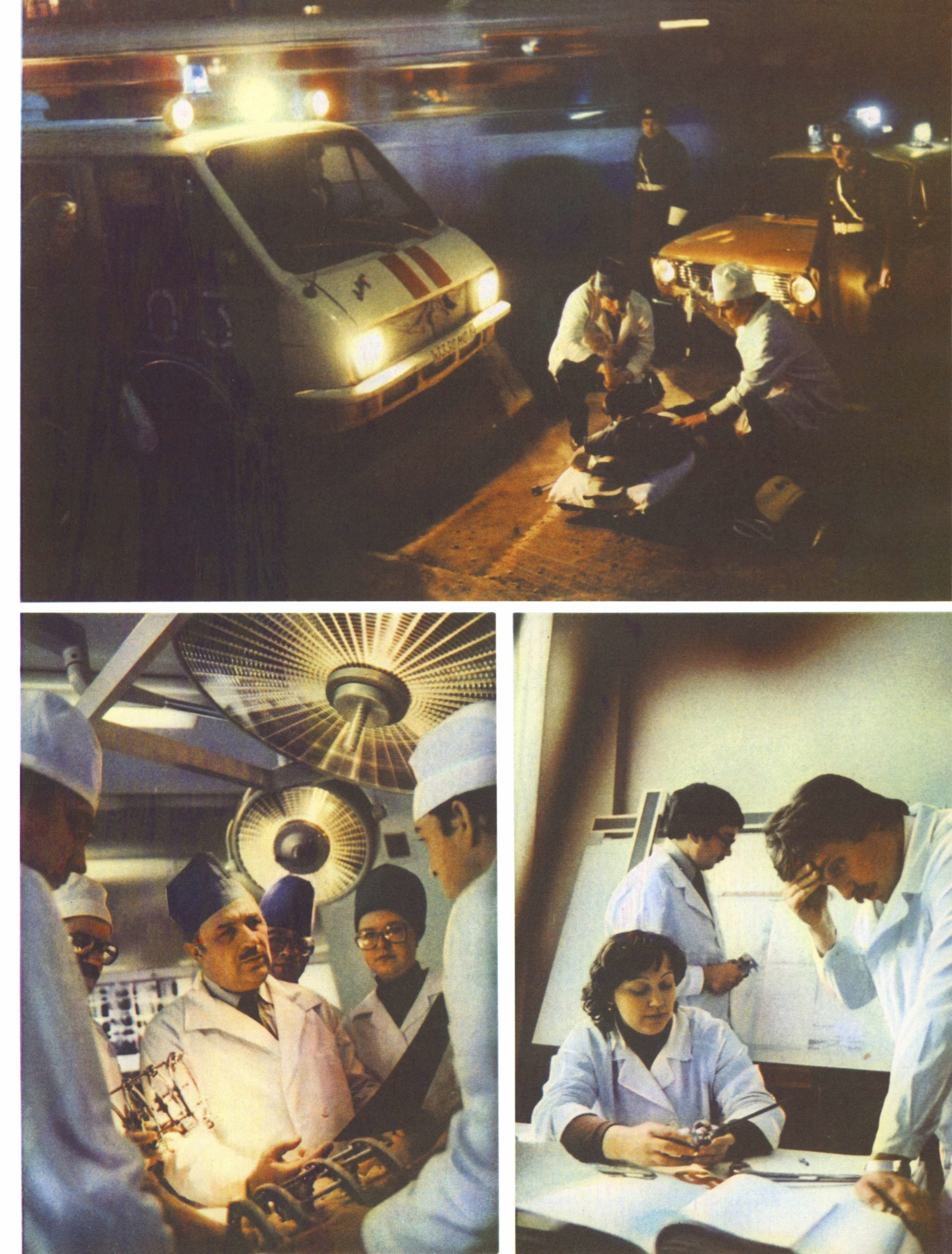
Retrospectivă fotografică (2004) a activității omului de știință, medicului ortoped și traumatolog A. S. Imamaliev (1926 - 2004)

## Note

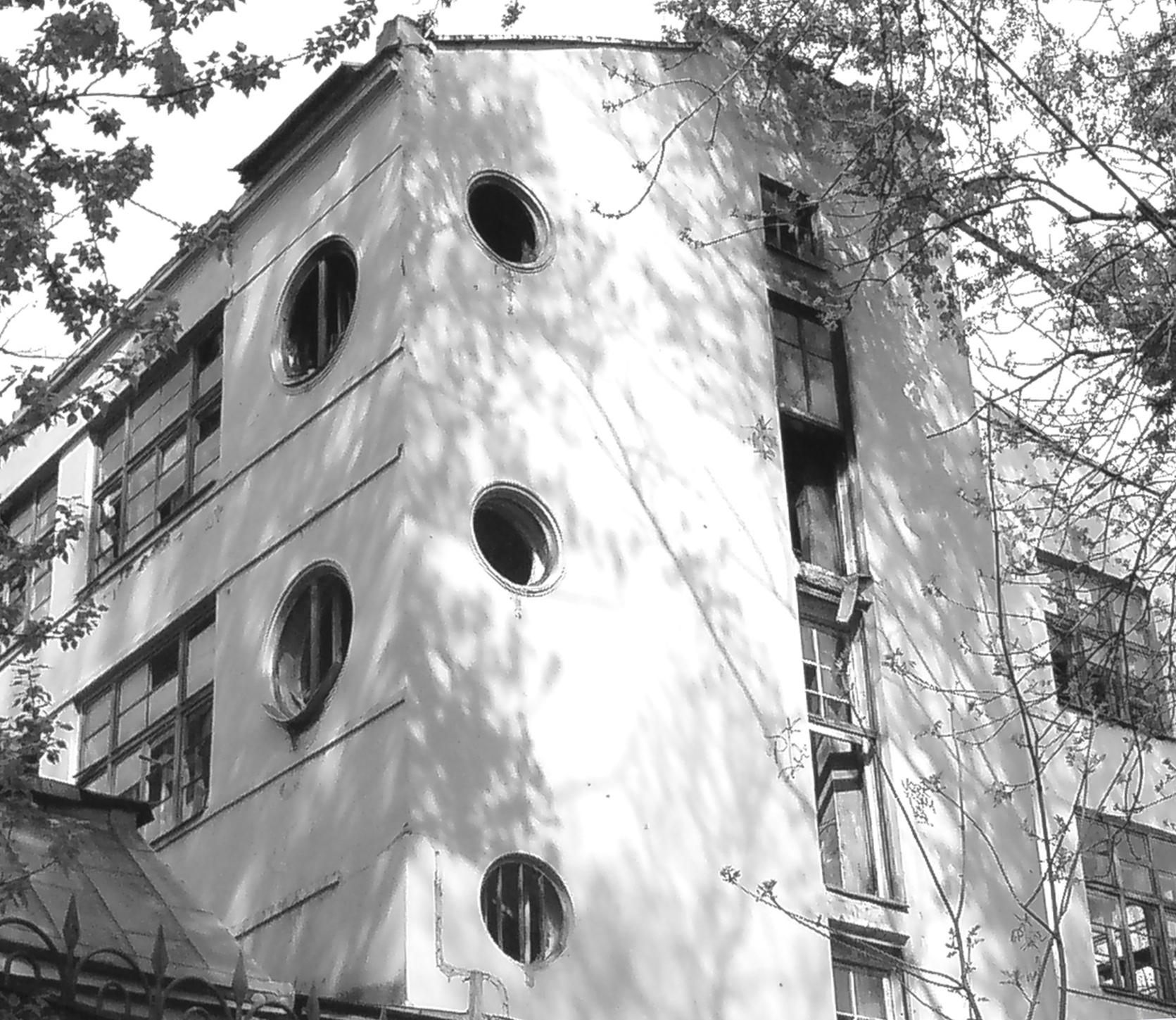
Clădirea tipografiei revistei Ogonyok designată de arhitectul, designerul și artistul plastic El Lissitzky